# Президентские выборы в Абхазии (2011)
Пятые президентские выборы в Абхазии прошли 26 августа 2011 года. Очередные выборы должны были состояться в 2014 году, но действующий президент Сергей Багапш скончался 29 мая 2011 года.
8 июня Народное собрание Республики Абхазия назначило досрочные выборы, так как, согласно Конституции, они должны пройти в течение 3 месяцев со дня смерти президента.
Абхазское законодательство определяет избранным кандидата в президенты, если во время голосования он получил 50 % +1 голос избирателей, участвовавших в голосовании. В случае, если ни один из кандидатов не набирает достаточного числа голосов, в течение двух недель объявляется второй тур на котором победившим считается тот, кто собрал простое большинство голосов.
Председатель Центральной избирательной комиссии Абхазии — Батал Иванович Табагуа.

## Кандидаты
- Александр Анкваб — и.о президента Абхазии, вице-президент Абхазии
  - (кандидат в вице-президенты — Михаил Валерьевич Логуа, глава администрации Гульрипшского района Республики Абхазия).
- Сергей Шамба — премьер-министр Абхазии
  - (кандидат в вице-президенты — Шамиль Омарович Адзынба, председатель Совета по молодежной политике при Президенте Республики Абхазия).
- Рауль Хаджимба — бывший вице-президент, бывший премьер-министр Абхазии
  - (кандидат в вице-президенты — Светлана Ирадионовна Джергения, старший научный сотрудник отдела политологии Абхазского института гуманитарных исследований, вдова первого президента Абхазии Владислава Ардзинбы).

Все кандидаты подписали соглашение об отказе от использования «грязных технологий» и выразили стремление действовать в соответствии с историческим кодексом абхазского народа «Апсуара».

## Голосование
За ходом голосования следило 119 международных наблюдателей из 27 стран мира.
По предварительным данным ЦИКа Абхазии на выборах проголосовало более 85 тысяч человек из 143 тысяч имевших на это право, что составило 70 % от числа потенциальных избирателей. Поступило 2 жалобы от предвыборных штабов кандидатов на пост главы республики Рауля Хаджимбы и Сергея Шамбы. Оба заявления, по словам Батала Табагуа касаются голосования в селе Баргеби Гальского района.
В Москве, где работал избирательный участок № 4, всего проголосовало 809 человек.
Из них проголосовало:
- за Александра Анкваба — 465;
- за Сергея Шамбу — 222;
- за Рауля Хаджимбу — 91;
- против всех кандидатов — 12;
- признано недействительными — 19 бюллетеней.

В Черкесске, где был расположен второй участок для голосования на территории России, голоса между кандидатами распределись иначе:
- за Анкваба — 735;
- за Шамбу — 726;
- за Хаджимбу — 566.

## Итоги
| Кандидат в президенты                                                           | Кандидат в вице-президенты           | Голосов избирателей | В %   |
| ------------------------------------------------------------------------------- | ------------------------------------ | ------------------- | ----- |
| Анкваб Александр Золотинскович                                                  | Логуа Михаил Валерьевич              | 58 657              | 54,90 |
| Шамба Сергей Миронович                                                          | Адзынба Шамиль Омарович              | 22 456              | 21,02 |
| Хаджимба Рауль Джумкович                                                        | Джергения Светлана Ирадионовна       | 21 177              | 19,82 |
| Против всех                                                                     | Против всех                          | 2023                | 1,89  |
| Недействительные голоса                                                         | Недействительные голоса              | 2532                | 2,37  |
| Общее число голосов                                                             | Общее число голосов                  | 106 845             | 100   |
| Явка                                                                            | Явка                                 | 106 845             | 71,92 |
| Неявка                                                                          | Неявка                               | 41 711              | 28,08 |
| Число зарегистрированных избирателей                                            | Число зарегистрированных избирателей | 148 556             | 100   |
| Источник: ЦИК огласил окончательные итоги выборов президента Республики Абхазия |                                      |                     |       |

## Международная реакция
Россия:
- Константин Косачёв, председатель комитета по международным делам Госдумы: Программа развития отношений с Россией у всех трех кандидатов примерно одинакова и в равной степени позитивна. Для дальнейших российско-абхазских отношений любой из победителей нынешней президентской гонки будет не просто приемлемым, но перспективным и конструктивным партнером[8].

Грузия:
- Давид Бакрадзе, Председатель парламента Грузии: «Никогда и нигде в мире не расценивается как выборы процесс, происходящий в условиях этночистки и иностранной военной оккупации». «Несмотря на то, что мы готовы к прямому диалогу с абхазами, и мы готовы начать этот диалог в любой момент, мы должны понимать, что сегодня в Абхазии решающим игроком является Россия, оккупационные войска которой стоят там. Поэтому так называемые выборы в Абхазии не означают ничего больше, чем перераспределение власти между конкретными кланами»[9].
- Гиви Таргамадзе, председатель комитета по обороне и безопасности парламента Грузии: «Совершенно неважно, кто станет президентом сепаратистской Абхазии, так как проводимые так называемые выборы — нелегитимны» (25.08.2011)[10].
- Шота Малашхия, председатель парламентской комиссии по восстановлению территориальной целостности Грузии: «Кто бы ни стал так называемым президентом Абхазии, реально ничего не изменится, так как он будет марионеткой в руках России» (25.08.2011)[9].

НАТО:
- Андерс Фог Расмуссен, генсекретарь НАТО: «проведение такого рода выборов не содействует мирному и устойчивому разрешению ситуации в Грузии. Союзники подтверждают свою полную поддержку суверенитета и территориальной целостности Грузии в рамках границ, признанных международным сообществом»[11].

ЕС
- Кэтрин Эштон, верховный представитель ЕС по иностранным делам и безопасности: «Европейский союз не признает конституционные и юридические рамки, в которых прошли выборы в Абхазии»[12].

CIS-EMO
- «Прошедшие 26 августа 2011 года выборы Президента Республики Абхазии продемонстрировали мировому экспертному сообществу не только высокий организационный уровень проведения полноценного электорального состязания, но и вполне зрелое конституционно-правовое регламентирование избирательного процесса»[13].